# Álvaro Martínez Clariana
Álvaro Martínez Clariana (nacido el 24 de enero de 2003 en Zaragoza, España) es un jugador profesional español de baloncesto, puede jugar tanto de escolta como de alero y actualmente juega en el Club Baloncesto Zamora de la Primera FEB.

## Biografía
Es un jugador formado en las categorías inferiores del Casademont Zaragoza. En la temporada 2018-19, con apenas 15 años debutó con el CB El Olivar en Liga EBA, el equipo afiliado del Casademont Zaragoza. 
En la temporada 2021-22, tras tres temporadas en el CB El Olivar, firma por el San Pablo Burgos, donde sería asignado al Nissan Grupo de Santiago de Liga EBA.
El 19 de agosto de 2022, Álvaro es cedido al Baloncesto Talavera de Liga LEB Plata.
El 26 de julio de 2023, firma por el TAU Castelló de la Liga LEB Oro.
El 25 de julio de 2025, firma por el Club Baloncesto Zamora de la Primera FEB.

### Selección nacional
Es internacional en las categorías inferiores de la selección española de baloncesto.